# Ciągły rozkład prawdopodobieństwa

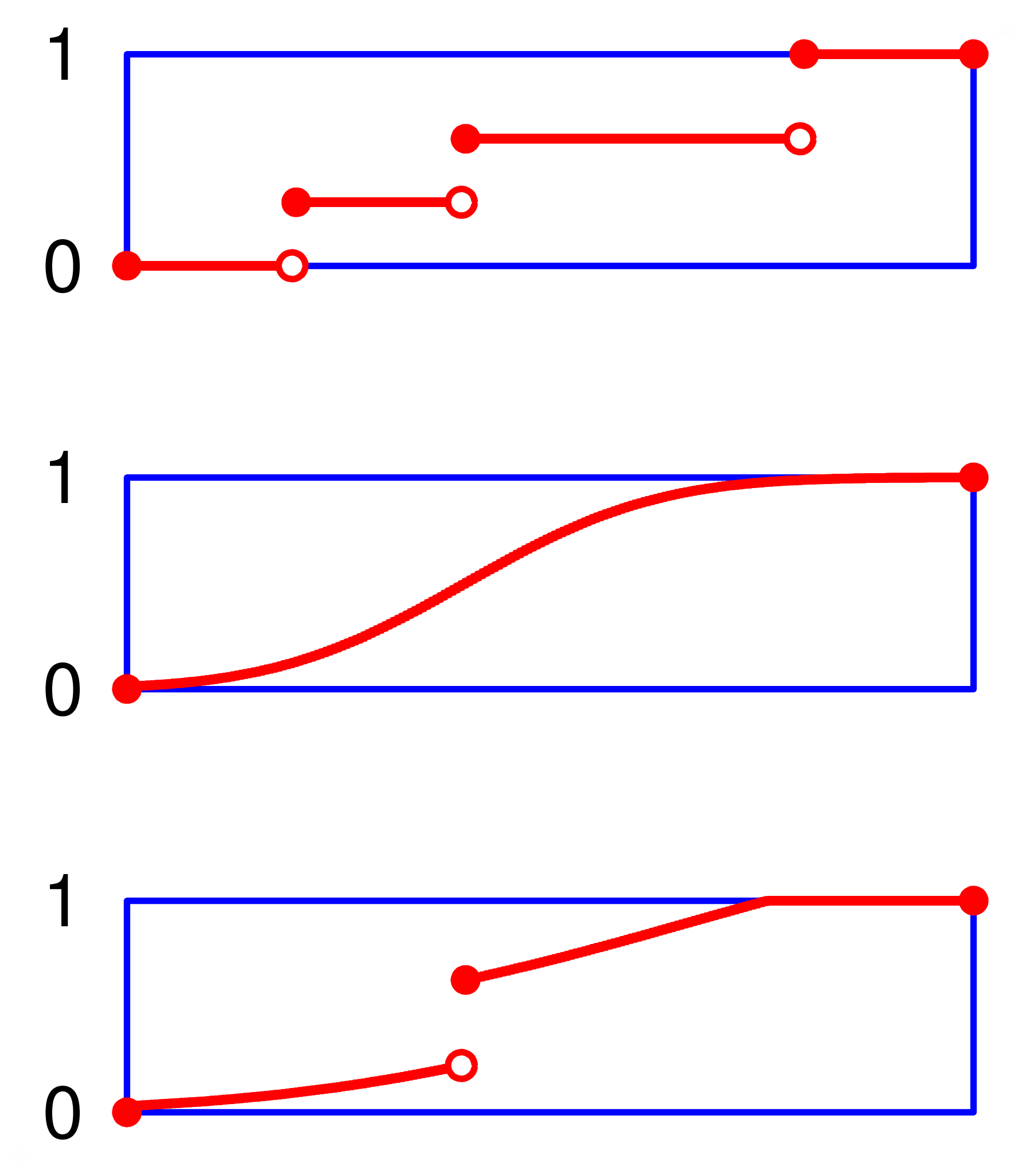
Od góry: dystrybuanta pewnego dyskretnego rozkładu, rozkładu ciągłego, oraz rozkładu, który nie jest ani ciągły, ani dyskretny.

Ciągły rozkład prawdopodobieństwa – rozkład prawdopodobieństwa, dla którego dystrybuanta jest funkcją ciągłą. Stosowana jest też węższa definicja, przedstawiona poniżej w sekcji bezwzględna ciągłość.
Dla rozkładów ciągłych suma nieskończonej liczby zdarzeń o zerowym prawdopodobieństwie może być zdarzeniem o dodatnim prawdopodobieństwie. Obrazowo – pojedynczy punkt ma zerowe rozmiary, jednak odcinek złożony z nieskończonej liczby takich punktów ma już niezerową długość. Podobne zjawisko nie zachodzi dla rozkładów dyskretnych.

## Bezwzględna ciągłość
Węższa definicja rezerwuje miano ciągłego rozkładu prawdopodobieństwa dla rozkładów posiadających funkcję gęstości {\displaystyle f.} Są to rozkłady, których dystrybuanta daje się przedstawić w postaci:
{\displaystyle F_{X}(x)=\int \limits _{-\infty }^{x}f(t)\,dt}
Dla precyzji zmienne losowe o takich rozkładach są zwane bezwzględnie ciągłymi. Dla zmiennej losowej {\displaystyle X} bezwzględna ciągłość oznacza, że prawdopodobieństwo, iż {\displaystyle X} osiągnie wartość z dowolnego zbioru zdarzeń o mierze Lebesgue’a zero, wynosi zero. Nie wynika to z warunku {\displaystyle Pr[X=a]=0} dla {\displaystyle a\in \mathbb {R} ,} gdyż istnieją nieprzeliczalne zbiory z zerową miarą Lebesgue’a (np. zbiór Cantora).

## Przykłady
W praktyce zmienne losowe są zwykle albo dyskretne albo bezwzględnie ciągłe, czasami zdarzają się też zmienne posiadające rozkład częściowo dyskretny i częściowo bezwzględnie ciągły.
Najbardziej znane bezwzględnie ciągłe rozkłady to rozkład normalny, rozkład jednostajny, rozkład beta i rozkład gamma. Rozkład normalny jest niezwykle ważny w statystyce z powodu centralnego twierdzenia granicznego: dowolna zmienna, która powstaje przez sumowanie wielu niezależnych zmiennych losowych, jest asymptotycznie normalna.
Z rozsądną dokładnością można przyjąć, że zmienna „wzrost losowo wybranego człowieka żyjącego na Ziemi wyrażony w centymetrach” jest zmienną typu ciągłego. Zakres jej wartości z pewnością mieści się w przedziale (0, 300).
Analogicznie, zmienna „długość kroku pani X wyrażona w centymetrach” też jest ciągła.
Natomiast zmienna „liczba stron wybranej na chybił-trafił książki z Biblioteki Głównej Uniwersytetu Jagiellońskiego” jest dyskretna – trudno się zgodzić, by mogła ona przyjąć wartość 324,7.
W naturze wszystko jest skwantowane, a pomiary są robione ze skończoną dokładnością, więc samo istnienie zmiennych ciągłych jest dyskusyjne. Zmienne losowe ciągłe są jednak w praktyce lepszym od zmiennych dyskretnych matematycznym modelem wielu zjawisk. Tak jest szczególnie w przypadku, gdy możliwych wartości dyskretnej zmiennej losowej jest bardzo dużo, lub wartości te są nieznane. Wówczas metody analizy danych oparte na zmiennych ciągłych dają lepsze rezultaty, niż metody oparte na zmiennych dyskretnych.